# Ferdi Van Den Haute
Ferdi Van den Haute (Deftinge, 25 juni 1952) is een voormalig Belgisch wielrenner. Hij was beroepsrenner tussen 1976 en 1987. Ferdi was zowel actief op de weg als op de piste. Zijn grootste overwinning was het puntenklassement van de Ronde van Spanje 1978.

## Belangrijkste overwinningen
1976
1e etappe Étoile des Espoirs
Omloop van Oost-Vlaanderen
7e etappe Ronde van Spanje
1977
Stadsprijs Geraardsbergen
1978
Stadsprijs Geraardsbergen
1e en 4e (deel B) etappe Ronde van Luxemburg
3e en 9e etappe Ronde van Spanje
 Puntenklassement Ronde van Spanje
Gent-Wevelgem
1979
4e etappe Ronde van Nederland
1e etappe Ronde van de Aude
1980
1e etappe Étoile des Espoirs
Stadsprijs Geraardsbergen
1981
GP Denain
Omloop der Vlaamse Ardennen
1983
Stadsprijs Geraardsbergen
5e etappe Parijs-Nice
1984
Stadsprijs Geraardsbergen
3e etappe Ronde van Frankrijk
GP Gippingen
GP Fourmies
1985
4e etappe Étoile des Espoirs
Ronde van Midden-Zeeland
Stadsprijs Geraardsbergen
1986
Stadsprijs Geraardsbergen
Proloog Ronde van België
1987
 Nationaal kampioen op de weg

## Resultaten in voornaamste wedstrijden
| Jaar | Ronde van Italië | Ronde van Frankrijk | Ronde van Spanje |
| ---- | ---------------- | ------------------- | ---------------- |
| 1976 |                  |                     | 34e (1)          |
| 1977 |                  |                     | 44e              |
| 1978 |                  |                     | 6e (2)           |
| 1979 |                  |                     |                  |
| 1980 |                  | 53e                 |                  |
| 1981 |                  | 99e                 |                  |
| 1982 |                  |                     |                  |
| 1983 |                  |                     |                  |
| 1984 |                  | 106e (1)            |                  |
| 1985 |                  | 119e                |                  |
| 1986 |                  |                     |                  |
| 1987 |                  |                     |                  |

| Jaar | Milaan-San Remo | Gent-Wevelgem | Ronde van Vlaanderen | Parijs-Roubaix | Amstel Gold Race | Luik-Bast.‑Luik | Ronde van Lombardije | Parijs-Brussel | Parijs-Tours | Kuurne-Brussel-Kuurne |  | WK op de weg |  | Wereldranglijsten |
| ---- | --------------- | ------------- | -------------------- | -------------- | ---------------- | --------------- | -------------------- | -------------- | ------------ | --------------------- |  | ------------ |  | ----------------- |
| 1976 | 28e             | 15e           | 15e                  |                |                  | 18e             |                      | 25e            |              |                       |  |              |  |                   |
| 1977 | 66e             |               | 25e                  |                | 24e              |                 |                      |                |              | 9e                    |  |              |  |                   |
| 1978 | 26e             | Goud          | 16e                  | 5e             | 11e              | 17e             |                      | 12e            |              | 4e                    |  | 11e          |  | 36e (SPP)         |
| 1979 | 95e             | 12e           |                      |                |                  |                 |                      | 20e            |              |                       |  |              |  |                   |
| 1980 | 50e             | 12e           | 28e                  |                |                  |                 | 13e                  | 7e             | 21e          | 7e                    |  |              |  |                   |
| 1981 | 23e             | 37e           | 11e                  | 7e             | 38e              |                 |                      | 10e            | ↑            | 6e                    |  |              |  | 14e (SPP)         |
| 1982 |                 |               |                      |                | 21e              |                 |                      |                | 5e           |                       |  |              |  |                   |
| 1983 | 23e             |               | 22e                  |                |                  |                 |                      | 9e             | 8e           |                       |  |              |  |                   |
| 1984 |                 | 31e           | 20e                  | 20e            |                  |                 |                      | 16e            |              |                       |  |              |  |                   |
| 1985 |                 |               |                      | 10e            |                  |                 |                      |                |              |                       |  |              |  |                   |
| 1986 |                 | 21e           | 22e                  | 4e             |                  |                 |                      | 22e            | 63e          |                       |  |              |  |                   |
| 1987 |                 | 27e           |                      | 39e            |                  |                 |                      |                | 17e          |                       |  | 23e          |  |                   |

## Baan
Van den Haute was ook renner op de baan en behaalde er in totaal 12 nationale titels (Studenten-Amateurs, Amateurs en Elite).
- 1970:  Nationaal Kampioen, Baan, Achtervolging, Studenten-Amateurs
- 1971:  Nationaal Kampioen, Baan, Achtervolging, Studenten-Amateurs
- 1972:  Nationaal Kampioen, Baan, Achtervolging, Studenten-Amateurs
- 1974:  Nationaal Kampioen, Baan, Achtervolging, Amateurs
- 1974:  Nationaal Kampioen, Baan, Ploegkoers, Amateurs samen met Raphael Constant.
- 1975:  Nationaal Kampioen, Baan, Achtervolging, Amateurs.
- 1975:  Nationaal Kampioen, Baan, Ploegkoers, Amateurs samen met Frank Hoste.
- 1976:  Nationaal Kampioen, Baan, Omnium, Amateurs.
- 1977:  Nationaal Kampioen, Baan, Omnium, Elite.
- 1977:  Nationaal Kampioen, Baan, Ploegkoers, Elite samen met Patrick Sercu.
- 1980:  Nationaal Kampioen, Baan, Omnium, Elite.
- 1983:  Nationaal Kampioen, Baan, Omnium, Elite.

Wielerploegen van Ferdi Van Den Haute
Alban ·
Bazzo ·
Demeyre ·
Durant ·
Jourdan ·
Le Menn ·
Martínez ·
Michel ·
Muselet ·
Pescheux ·
Pipart ·
Poirier ·
Rosiers ·
Sherwen ·
Vallet ·
Van Den Haute ·
Vandenbroucke ·
Vanoverschelde · 
Bondue (stagiair)
Alban ·
Bazzo ·
Bondue ·
Demeyre ·
Durant ·
Guyot ·
Jourdan ·
Larpe ·
Martínez ·
Michel ·
Pescheux ·
Sherwen ·
Vallet ·
Van Den Haute ·
Vandenbroucke ·
Vanoverschelde
Alban ·
Bazzo ·
Bondue ·
De Muynck ·
De Wilde ·
Demeyre ·
Dithurbide ·
Durant ·
Guyot ·
Jourdan ·
Larpe ·
Maas ·
Sherwen ·
Simon ·
Vallet ·
Van Den Haute ·
Vandenbroucke ·
Vanoverschelde
Alban ·
Biondi ·
Bondue ·
Corre ·
De Maerteleire ·
De Muynck ·
De Wilde ·
Dithurbide ·
Gallopin ·
Guyot ·
Jourdan ·
Levavasseur ·
Sherwen ·
Simon ·
Vallet ·
Van Den Haute ·
Vandenbroucke ·
Vanoverschelde
Alban ·
Arnaud ·
Barrault ·
Beau ·
Biondi ·
Bondue ·
Braun ·
Campion ·
De Wilde ·
Delaurier ·
Le Bon ·
Levavasseur ·
Roche ·
Sherwen ·
J. Simon ·
R. Simon ·
Van Den Haute ·
Vandenbroucke ·
Vanoverschelde
Barrault ·
Beau ·
Bondue ·
Campion ·
Delaurier ·
Claveyrolat ·
Gauthier ·
Le Bigaut ·
Menthéour ·
Roche ·
Sherwen ·
J. Simon ·
R. Simon ·
Van Den Haute ·
Vandenbroucke ·
Vermote
Alberts · Beneke · Braun · Bruyere · Castaing · Colyn · De Wolf · Dekeukelaere · Demol · D'Hont · Dierickx · Dorgelo · Durant · Easton · Engelbrecht · Galvez · Lameire · Matt · Mullan · Onnockx · Salomon · Scharmin · Tackaert · Van den Branden · Van Den Haute · van der Hulst · Van Hoof · Van Voren · Verplancke · Versluys · Wallays · Wayenberg · Whitesel